# سامية منال بزغود
سامية منال بزغود (بالفرنسية: سامية منال بزغود), ولدت يوم 29 يناير/ كانون الثاني 1993 في عين تموشنت ونشأت في تيارت، هي مغنية وموسيقية وهي مغنية الصلام. وهي عضو مؤسس في «مجموعة أوال».

## طفولتها ودراستها
ولدت سامية منالة، في 29 يناير 1993 في عين تموشنت وقضت جزءًا من طفولتها في تيارت. تعيش حالياً في مدينة وهران، المدينة التي تعيش فيها منذ أن كانت في الثانية عشرة من عمرها.
سامية منال، حاصلة على شهادة في الأدب الإنجليزي، حيث درست  في جامعة وهران السانية، وتدرس حالياً إدارة الأعمال.

## مسيرتها الجمعوية والفنية
ثم التحقت بمجموعة «أوال» في عام 2016، ضمن جمعية الفنون البصرية والسمعي Civil-Œil . ومن ضمن هذه المجموعة، أرادت سامية أن تنتج مقاطع فيديو غناء وصلام ملتزمة بكتاباتها الشخصية.
 عرفت نفسها للجمهور، في عام 2017 مع الفيلم القصير "La rue" «الشارع» الذي شاركت في إخراجه، بالاشتراك مع  زوليخة طاهر، حقق الفيلم نجاحا كبيرا وتم عرضه في العديد الأحداث الثقافية ونظالية، لأنها تندد بالتحرش بالنساء في الشارع. تم عرضه في مارس 2017 في «بورصة دو ترافيل» في تولوز وفي سينما «لانتربوت» في باريس.
سامية منال تقدم ورش عمل للكتابة والموسيقى للشباب في مدينة وهران. تتركز ورش العمل على فن الصلام، ويستند مضمون البرنامج إلى الوعي والقبول الذاتي. الهدف هو تحرير كلمات الشباب وجعلهم يدافعون عن قيمهم وأفكارهم من خلال نصوصهم.
تنتج سامية منال مقاطع فيديو الغناء والصلام تنتقد من خلاله التمييز ضد النساء مثل التحرش في الشارع الذي تنشرهم على قناتها على YouTube وعلى شبكاتها الاجتماعية.

## الجمعيات

### مجموعة أوال
مجموعة أوال: «أوال» كلمة باللغة الأمازغية تعني «كلمة»، هي  مجموعة مكونة من أربعة مؤلفى الصلام: سامية (سامية مانيل)، زوليخة طاهر(زليخة الطاهر) وصديق (Sedik OMS). يتدخل معهم في بعض الأحيان مغنيون ومغنيات مثل صبري فاروق (عازف الجيتار ومغني) وكامل حجي (عازف الجيتار ومغني ولدت المجموعة «أوال» في نوفمبر 2016، خلال ورشة عمل حول فن الصلام  التي ينظمها معرض الفن Civ.Oeil.

### جمعية الفنون البصرية والبلاستيكية
تأسست جمعية الفنون البصرية والبلاستيكية Civil-Œil، وتمت الموافقة على الجمعية في 1 أغسطس 1997، وتعمل على تعزيز الفنون السمعية البصرية، في ولاية وهران وتعمل على تعزيز الفنون السمعية البصرية والفنون التشكيلية.